# Розрита могила (курган)
«Розри́та моги́ла» — курган у Полтавському районі Полтавщини, комплексна пам'ятка природи місцевого значення (рішення облради від 27.10.1994).
Курган датується в різних джерелах XII—IX ст. до н. е., бондарихинська культура; VII—IV ст. до н. е., скіфський час; XIV—XVII століття.

## Розташування
«Розрита могила» розташована біля с. Лихачівка, лівий берег р. Ворскла, автотраса смт Опішня — Котельва — Колонтаїв.

## Опис
Майдан пам'ятки «Розрита Могила» лежить за 4,8 км на північний схід від північно-східної околиці с. Лихачівка, за 2,1 км та на північний захід від північної околиці с. Мала Рублівка у складі курганного могильника. Займає підвищення вододілу річок Ворскла та Мерла. Висота над рівнем заплави становить 14 м. Майдан кільцеподібної форми. Його діаметр — 100 м, висота — 6,2 м. Посередині є округла яма діаметром 40—42 м і завглибшки 7 м від вершини. Насип має п'ять проходів на висоті 2—2,5 м від підошви. Їхня ширина у верхній частині становить 15 м, у нижній — 4—5 м. У північній частині майдану містився тріангуляційний майданчик, нині зруйнований.
На території пам'ятки зростає степова рослинність, оточена лісосмугою із дуба звичайного, в’яза гладкого, робінії звичайної. Тут трапляється 4 рідкісних види рослин та 2 рідкісних види тварин.  Пам'ятка виконує екологічні, природоохоронні, рекреаційні функції .

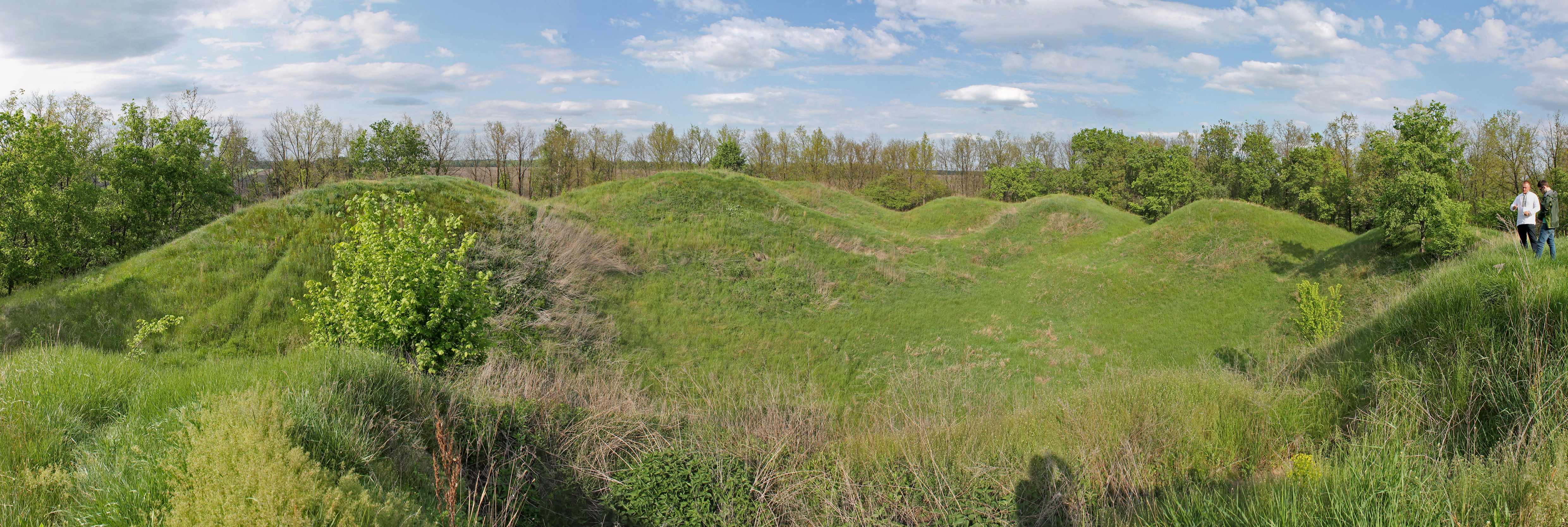
Розрита могила, с. Лихачівка.

## У літературі
Існує помилкова думка, що Тарас Григорович Шевченко написав вірш «Розрита могила» після відвідин саме цього кургану, проте у автографі вірша автор вказав місцем написання містечко Березань.

## Інтернет-ресурси
- Таємниця Розритої Могили на Полтавщині [Архівовано 17 червня 2018 у Wayback Machine.]